# Traqueomalacia
La Traqueomalacia es una enfermedad de la vía aérea central que se caracteriza por debilidad de la pared y disminución dinámica de la luz de la tráquea y los grandes bronquios.
Es una patología caracterizada por pérdida de la forma cilíndrica de la tráquea, puede ser primaria o secundaria a intubación endotraqueal y ventilación mecánica invasiva. La presencia de traqueomalacia se asocia a una serie de complicaciones relacionadas al manejo de la vía aérea tiene mal pronóstico ya que puede provocar eventos de hipoxia y dificultad para la desconexión de la ventilación mecánica invasiva, se caracteriza por pérdida de los anillos traqueales y estenosis durante la espiración en las zonas post Traqueomalacia. Las complicaciones incluyen neumomediastino. El síntoma habitual es el estridor cuando una persona exhala. Generalmente se conoce como tráquea colapsada.

## Fisiología
La tráquea normalmente se abre ligeramente durante la inhalación y se estrecha ligeramente durante la exhalación. Estos procesos son exagerados en la traqueomalacia, lo que lleva al colapso de las vías respiratorias al exhalar.
Si la afección se extiende hacia los bronquios, se denomina traqueobroncomalacia. La misma condición también puede afectar la laringe, lo cual se llama laringomalacia.

## Signos y síntomas
La traqueomalacia ocurre cuando las paredes de la tráquea colapsan. Esto puede suceder porque las paredes de la tráquea son débiles, o puede suceder porque algo lo está presionando. Toda la tráquea puede verse afectada, o solo una parte corta. Si la parte colapsada de la tráquea pasa el área donde la tráquea se bifurca hacia los dos pulmones, se llama bronomalacia.
Este problema causa respiración ruidosa o difícil en los primeros 1 a 2 meses después del nacimiento. Esto se llama traqueomalacia congénita. No es muy común. Los bebés que nacen con traqueomalacia pueden tener otros problemas de salud como un defecto cardíaco, reflujo o retraso en el desarrollo. Algunos niños contraen traqueomalacia debido a otros problemas de salud. Los síntomas pueden ir de leves a severos.

## Síntomas dentro del pulmón
Respiración ruidosa puede mejorar cuando cambia la posición de su bebé o mientras está dormido. Problemas respiratorios que empeoran durante la tos, el llanto, la alimentación o los resfriados. Sonido agudo durante la respiración (estridor). Tos aguda. Ruidos de traqueteo o sibilancias al respirar.

## Clasificaciones
Hay tres tipos de traqueomalacia:
- Tipo 1: congénita, a veces asociada con una fístula traqueoesofágica o con atresia esofágica.
- Tipo 2: compresión extrínseca a veces debido a anillos vasculares.
- Tipo 3: adquirida debido a infección crónica, a intubación prolongada o por afecciones inflamatorias como la policondritis recurrente.

## Tratamiento
La vida generalmente se salva si la vía aérea abriendo un agujero en la garganta. Si el paciente sobrevive, puede tener síntomas, pero generalmente mejorará después de que se vuelva a abrir la vía aérea. Si los síntomas son lo suficientemente graves, puede ser necesario un tratamiento. Estos van desde el tratamiento médico sobre la ventilación mecánica (presión positiva continua en las vías respiratorias (CPAP) o presión positiva en dos niveles de las vías aéreas (BiPAP) hasta la colocación de stent traqueal y cirugía.
Las técnicas quirúrgicas incluyen aortopexia, traqueopexia, traqueobroncoplastia y traqueotomía. El papel de la desoxirribonucleasa humana recombinante nebulizada (rhDNasa) sigue sin ser concluyente.

## Pronóstico
Para un colapso total, la tasa de supervivencia es del 2%. Para un colapso parcial, la tasa de supervivencia es del 45%. Ambos varían mucho según si la vía aérea está abierta o si se corta un agujero en la garganta. La tasa de supervivencia general es del 4%. Para aquellos que sobreviven, el 98% está vivo después de 1 año, el 79% está vivo después de 5 años y el 49% está vivo después de 10 años. Muchos mueren por las complicaciones del patrón de respiración después del colapso traqueal si sobreviven al incidente inicial. El 40% de los sobrevivientes del colapso traqueal no mueren por las complicaciones relacionadas con el colapso traqueal.